# 多米尼克·德雷克斯勒
多米尼克·德雷克斯勒（德語：Dominick Drexler；1990年5月26日—）是一位德國足球運動員，在場上的位置是進攻中場。他現在效力於沙爾克04。